# Martin Lehwald
Martin Lehwald (* 1965 in Korschenbroich) ist ein deutscher Filmproduzent. 
Martin Lehwald wuchs in Mönchengladbach auf und studierte Germanistik und Philosophie in Düsseldorf, Graz und Berlin. Seit 1989 ist er in der Filmindustrie tätig, zunächst als Aufnahmeleiter oder Produktions- und Herstellungsleiter. 2000 gründete er in Berlin die Firma Schiwago Film, spezialisiert auf TV- und Kinofilme. Dort ist er als geschäftsführender Gesellschafter tätig.

## Filmografie (Auswahl)
- 2003: Ein himmlischer Freund (Fernsehfilm)
- 2004: Muxmäuschenstill
- 2006: Rose unter Dornen
- 2006: Bye Bye Berlusconi!
- 2009: Mein Kampf
- 2010: Transfer
- 2011: Der Preis
- 2011: Kasimir und Karoline
- 2012: Oh Boy
- 2013: Die letzte Fahrt
- 2013–2019: Fluss des Lebens (Fernsehfilmreihe, 7 Folgen)
- 2015: Solness
- 2015: Manifesto
- 2017: Ostfriesenkiller
- 2018: Styx
- 2020: Ostfriesengrab
- 2023: Ostfriesenmoor
- 2023: Ostfriesenfeuer